# Collegio uninominale Friuli-Venezia Giulia - 02 (Senato della Repubblica)
Il collegio elettorale uninominale Friuli-Venezia Giulia - 02 è stato un collegio elettorale uninominale della Repubblica Italiana per l'elezione del Senato tra il 2017 ed il 2022.

## Territorio
Come previsto dalla legge elettorale italiana del 2017, il collegio era stato definito tramite decreto legislativo all'interno della circoscrizione Friuli-Venezia Giulia.
Era formato dal territorio di 145 comuni: Amaro, Ampezzo, Andreis, Arba, Arta Terme, Artegna, Aviano, Azzano Decimo, Barcis, Basiliano, Bertiolo, Bicinicco, Bordano, Brugnera, Budoia, Buja, Buttrio, Camino al Tagliamento, Campoformido, Caneva, Carlino, Casarsa della Delizia, Cassacco, Castelnovo del Friuli, Castions di Strada, Cavasso Nuovo, Cavazzo Carnico, Cercivento, Chions, Cimolais, Claut, Clauzetto, Codroipo, Colloredo di Monte Albano, Comeglians, Cordenons, Cordovado, Coseano, Dignano, Enemonzo, Erto e Casso, Fagagna, Fanna, Fiume Veneto, Flaibano, Fontanafredda, Forgaria nel Friuli, Forni Avoltri, Forni di Sopra, Forni di Sotto, Frisanco, Gemona del Friuli, Gonars, Latisana, Lauco, Lestizza, Lignano Sabbiadoro, Ligosullo, Magnano in Riviera, Majano, Maniago, Marano Lagunare, Martignacco, Meduno, Mereto di Tomba, Moggio Udinese, Montenars, Montereale, Valcellina, Morsano al Tagliamento, Mortegliano, Moruzzo, Muzzana del Turgnano, Osoppo, Ovaro, Pagnacco, Palazzolo dello Stella, Paluzza, Pasian di Prato, Pasiano di Pordenone, Paularo, Pavia di Udine, Pinzano al Tagliamento, Pocenia, Polcenigo, Porcia, Pordenone, Porpetto, Pozzuolo del Friuli, Pradamano, Prata di Pordenone, Prato Carnico, Pravisdomini, Precenicco, Preone, Ragogna, Ravascletto, Raveo, Reana del Rojale, Resiutta, Rigolato, Rive d'Arcano, Rivignano Teor, Ronchis, Roveredo in Piano, Sacile, San Daniele del Friuli, San Giorgio della Richinvelda, San Giorgio di Nogaro, San Martino al Tagliamento, San Quirino, San Vito al Tagliamento, San Vito di Fagagna, Santa Maria la Longa, Sauris, Sedegliano, Sequals, Sesto al Reghena, Socchieve, Spilimbergo, Sutrio, Talmassons, Tarcento, Tavagnacco, Tolmezzo, Torviscosa, Tramonti di Sopra, Tramonti di Sotto, Trasaghis, Travesio, Treppo Carnico, Treppo Grande, Tricesimo, Trivignano Udinese, Udine, Vajont, Valvasone Arzene, Varmo, Venzone, Verzegnis, Villa Santina, Vito d'Asio, Vivaro, Zoppola, Zuglio.
Il collegio era parte del collegio plurinominale Friuli-Venezia Giulia - 01.

## Eletti
| Elezione | Elezione | Senatore     | Partito           |
| -------- | -------- | ------------ | ----------------- |
|          | 2018     | Luca Ciriani | Fratelli d'Italia |

## Dati elettorali

### XVIII legislatura
Come previsto dalla legge elettorale, 116 senatori erano eletti con sistema a maggioranza relativa in altrettanti collegi uninominali a turno unico.
| Candidati              | Candidati              | Voti    | %     | Liste                                | Voti    | %     |
| ---------------------- | ---------------------- | ------- | ----- | ------------------------------------ | ------- | ----- |
|                        | Luca Ciriani ✔️ Eletto | 181 546 | 46,59 | Lega                                 | 108 008 | 27,72 |
| Forza Italia           | Luca Ciriani ✔️ Eletto | 181 546 | 46,59 | 47 079                               | 12,08   |       |
| Fratelli d'Italia      | Luca Ciriani ✔️ Eletto | 181 546 | 46,59 | 21 844                               | 5,61    |       |
| Noi con l'Italia - UDC | Luca Ciriani ✔️ Eletto | 181 546 | 46,59 | 4 615                                | 1,18    |       |
|                        | Maria Chiara Santoro   | 90 455  | 23,21 | Movimento 5 Stelle                   | 90 455  | 23,21 |
|                        | Isabella De Monte      | 86 673  | 22,24 | Partito Democratico                  | 73 015  | 18,74 |
| +Europa                | Isabella De Monte      | 86 673  | 22,24 | 10 771                               | 2,76    |       |
| Italia Europa Insieme  | Isabella De Monte      | 86 673  | 22,24 | 1 468                                | 0,38    |       |
| Civica Popolare        | Isabella De Monte      | 86 673  | 22,24 | 1 419                                | 0,36    |       |
|                        | Federico Cazorzi       | 10 277  | 2,64  | Liberi e Uguali                      | 10 277  | 2,64  |
|                        | Simone Marcuzzi        | 5 045   | 1,29  | CasaPound                            | 5 045   | 1,29  |
|                        | Tullio Avoledo         | 4 209   | 1,08  | Patto per l'Autonomia                | 4 209   | 1,08  |
|                        | Lanfranco Lincetto     | 3 062   | 0,79  | Il Popolo della Famiglia             | 3 062   | 0,79  |
|                        | Stefano Nonino         | 2 377   | 0,61  | Potere al Popolo!                    | 2 377   | 0,61  |
|                        | Elena Radin            | 1 966   | 0,50  | Italia agli Italiani                 | 1 966   | 0,50  |
|                        | Francesca Ballali      | 1 502   | 0,39  | Partito Valore Umano                 | 1 502   | 0,39  |
|                        | Angelo Conti           | 795     | 0,20  | Siamo                                | 795     | 0,20  |
|                        | Fiorella Scagliarini   | 792     | 0,20  | Per una Sinistra Rivoluzionaria      | 792     | 0,20  |
|                        | Loretta Rui            | 630     | 0,16  | Lista del Popolo per la Costituzione | 630     | 0,16  |
|                        | Clara Moro             | 359     | 0,09  | Rinascimento MIR                     | 359     | 0,09  |
| Totale                 | Totale                 | 389 688 | 100   |                                      | 389 688 | 100   |
|                        |                        |         |       |                                      |         |       |
| Voti non validi        | Voti non validi        | 13 439  | 3,33  |                                      |         |       |
| Votanti                | Votanti                | 403 127 | 76,41 |                                      |         |       |
| Elettori               | Elettori               | 527 600 |       |                                      |         |       |